# Globularia alypum
Globularia alypum är en grobladsväxtart som beskrevs av Carl von Linné. Globularia alypum ingår i släktet bergskrabbor, och familjen grobladsväxter. Inga underarter finns listade i Catalogue of Life.

## Bildgalleri

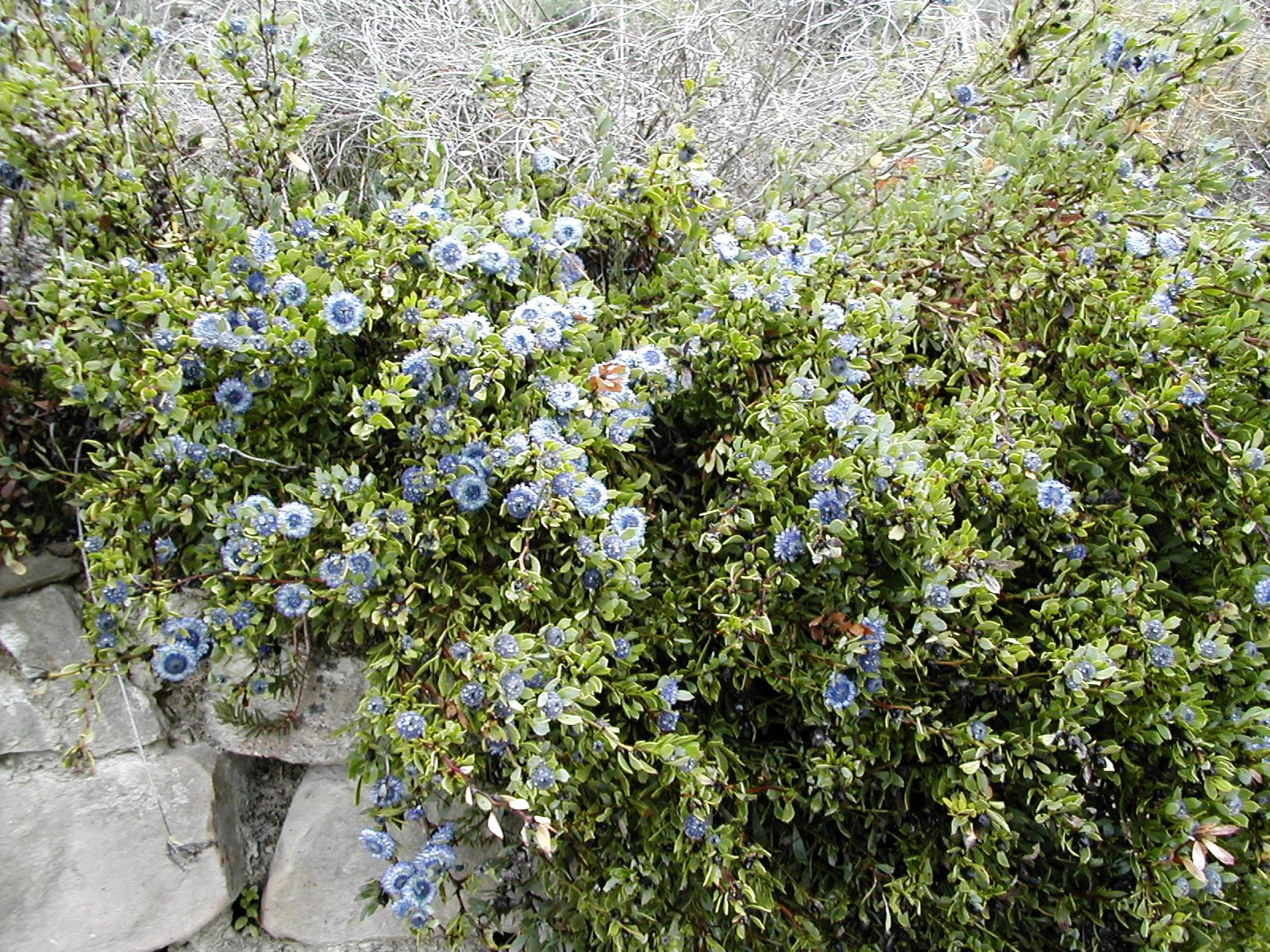
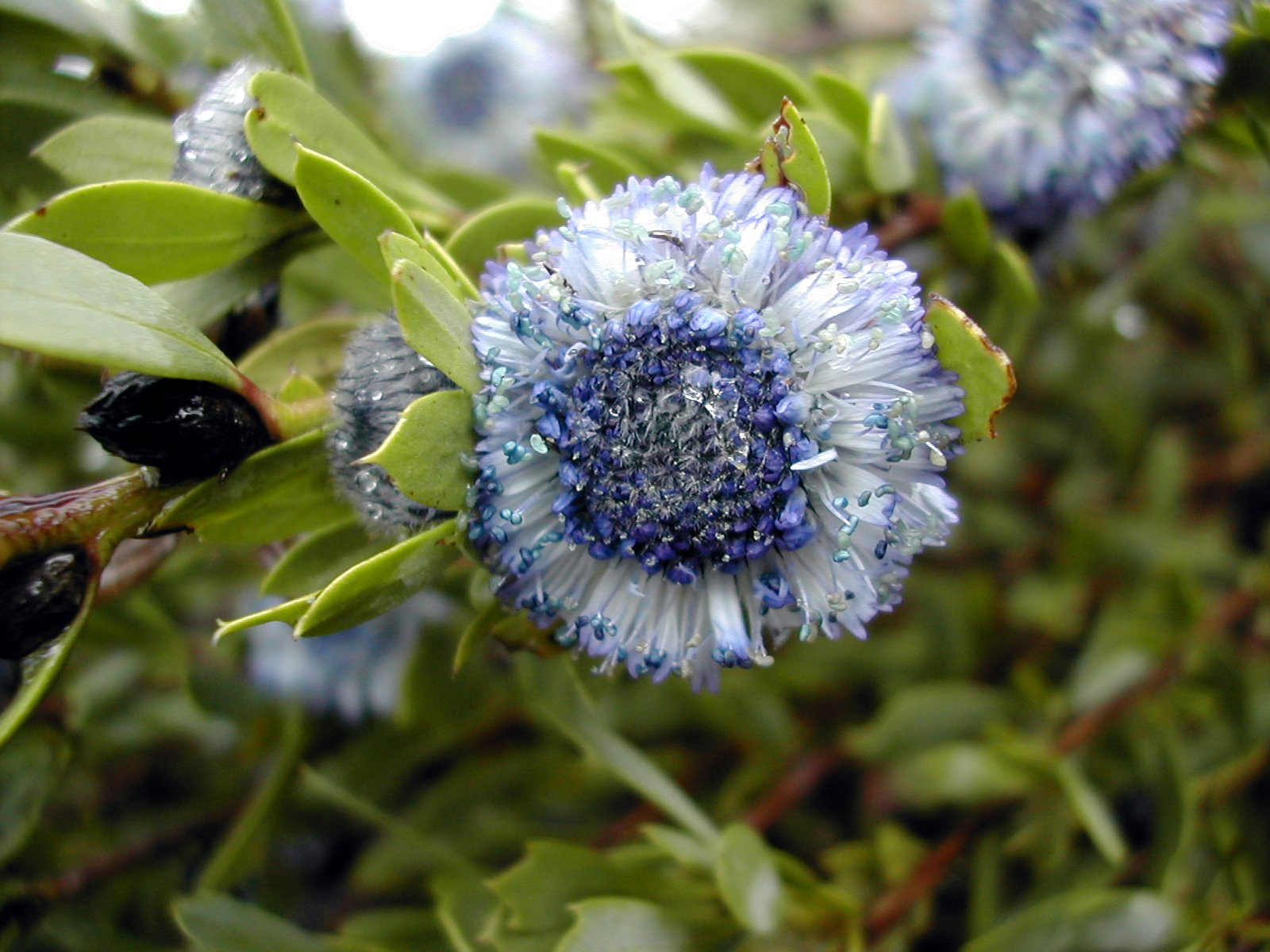
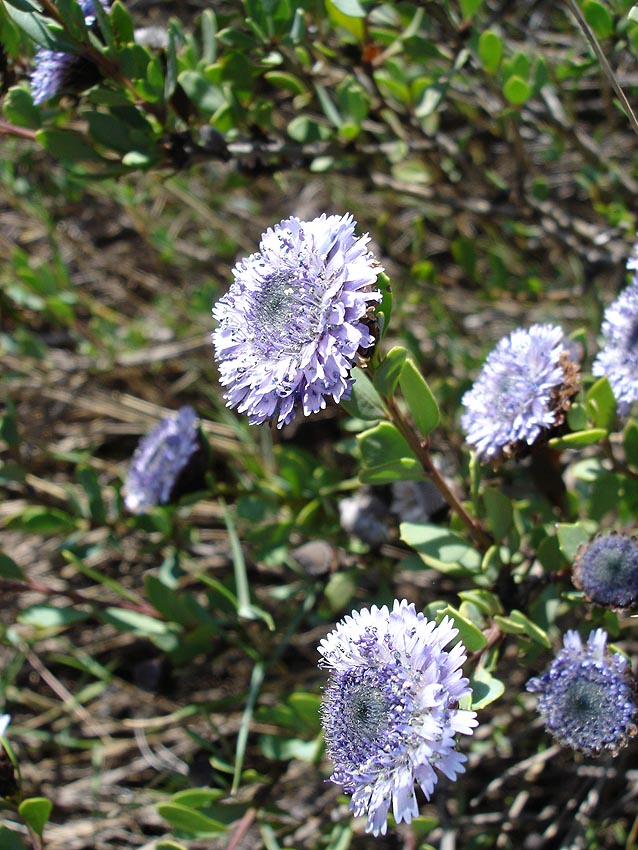
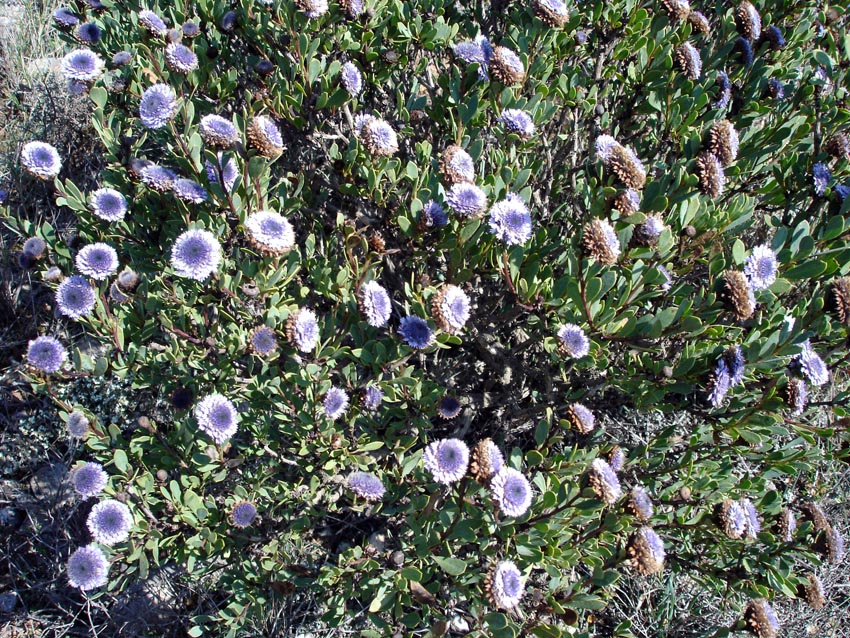